# Den Amstel
Den Amstel es una localidad guyanesa de la región de Islas Esequibo-Demerara Occidental. Está ubicada en la costa Atlántica, unos 13 km al noroeste de Georgetown, la capital del país.

## Historia
Den Amstel está situada en el sitio de una plantación de café del mismo nombre, que fue establecida por un holandés, John Craig, y lleva el nombre del río Amstel en los Países Bajos. La plantación fue abandonada a mediados del siglo XIX, debido a las repetidas inundaciones, y posteriormente comprada por un sindicato de 125 exesclavos, que obtuvieron la propiedad en 1854. En 1892, Den Amstel se unió con el pueblo vecino de Fellowship y se le otorgó el gobierno municipal por primera vez, como parte del Distrito Den Amstel / Fellowship Village. El compañerismo fue históricamente el más importante de los dos pueblos, con Den Amstel descrito como "un asentamiento muy poco desarrollado con algunas casas dispersas y densos arbustos y follaje". Hasta el cierre de la línea en 1974, el pueblo tenía una plataforma en el ferrocarril Demerara-Essequibo que va de Vreed-en-Hoop a Parika. Desde entonces, el ferrocarril ha sido reemplazado por una carretera pavimentada. La economía de Den Amstel se ha basado históricamente en la agricultura y la horticultura, pero ahora depende más de las pequeñas empresas. La parte más al sur del pueblo incluye una plantación de arroz de 1,6 km².